# 僧肇
釋僧肇（384年—414年），俗姓張，京兆（長安）人。為鳩摩羅什門下著名弟子，羅什的佛教譯經大都由僧肇潤文，使得羅什的譯經為中國人喜愛讀誦的得力幹將，著名的漢傳佛教理論思想家，將般若中觀思想中國化，為三論宗的先驅人物。

## 生平
年少家貧，以抄書維生，乃歷觀經史、備盡墳籍，精研《老》、《莊》，叹曰：“美则美矣，然栖神冥累之方，犹未尽善也”。後見舊譯《維摩經》，始知所歸，因而出家。出家後，他“学善《方等》，兼通三藏”，才思幽玄又善談說，不到二十歲即“名振關輔”。後羅什至姑臧(今甘肅武威)，僧肇自遠從之，什嗟賞無極。羅什被後秦國王姚興迎至長安，肇亦隨入，參預羅什譯場，詳定經論。與道融、僧叡、道生合稱“關中四傑”，在“般若中觀學”方面，特別能夠得到羅什真傳，被誉为“解空第一”。
410年至413年，曾至佛陀耶舍譯場聽新譯《四分律》及《長阿含經》。
414年早逝於長安，年僅三十一歲。
僧肇本人集中國傳統文化及印度龍樹的中觀學精髓於一身。印順導師認為僧肇是中國“三論宗”的第二祖，其思想“切近龍樹學的正義”。

## 師承
- 鳩摩羅什

## 著作
現存藏經中題為僧肇所作者為數不少，但目前學界確定為僧肇所作者有：《般若無知論》、《不真空論》、《物不遷論》、《維摩詰經注》、〈百論序）、〈維摩詰經序〉、〈長阿含經序〉。疑偽者有：《涅槃無名論》、《金剛經注》、《寶藏論》、〈宗本義〉、〈鳩摩羅什法師誄〉、〈法華經翻後記〉、〈梵網經序〉。
陳朝時，出現《般若無知論》、《不真空論》、《物不遷論》及《涅槃無名論》合刊本，稱之為《肇論》，並附〈宗本義〉一文，慧達為之序，遂成為通行本。

## 臨刑作偈傳說
有說法稱僧肇爲後秦皇帝姚興所殺，臨刑前作偈曰：
四大元無主，五陰本来空，將頭臨白刃，猶似斬春風。
此說最早見於北宋的《景德傳燈錄》，實不可信。前人如明代曾鳳儀《楞嚴經宗通》、清世宗《御選語錄》都指出《十六國春秋》記載僧肇卒於晉義熙十年（414），乃吉祥滅度。
據湯用彤，《臨刑偈》係唐以後託名僧肇。李小榮認爲，所謂僧肇臨刑故事，或由更早（曹魏）的師子比丘爲證法空不惜被罽賓國王斬首故事移植而來，二人共同點在於深刻把握「空」觀（鳩摩羅什曾贊其「秦人解空第一」），偈語亦爲空觀之反映。
明朝永樂帝朱棣《金剛般若波羅蜜經集注》，經文「如我昔爲歌利王割截身體」下引兩次僧肇注，其二云「五蘊身非有，四大本來空，將頭臨白刃，一似斬春風」，與《景德傳燈錄》所載偈句小異，可看作僧肇就經文中佛陀向弟子須菩提提及自己前世忍辱仙人遭歌利王割截身體事而闡發。劉成有認爲，《景德傳燈錄》作者或只見到偈句，加之僧肇法師早逝，遂臆想出爲姚興所殺一事。而據張曜鐘、鵜飼光昌等人考證，所謂僧肇注《金剛經》實爲謝靈運注，故該偈有可能出自謝靈運手筆。

## 主要思想
后人收集所著之宗本義、物不遷、不真空、般若無知、涅槃無名諸論，題名為“肇論”。僧肇立言作論，意在指引一條修行悟道至路徑，讓人證得涅槃境界，其由分解物相之真實、體不真空境為悟道入手之處。全書大意具體如下：

### 物不遷論
随顺世人易知之俗“物”來談事物“不遷”之本性，以此明了法性無有“去來”、“即動而靜”之深意。也就是說，一切事物現象處於不斷變化，實則真性不變不動、无去无来。因“所知”的“俗物” 雖變化莫測，皆出於“能知”之一心（或真性），然依名言概念而確立對事物之認知，故變化的萬物本身並非實有。

### 不真空論
不真故為空，認為“至虛無生”即性空真諦。此論從點評“心無”、“本無”、“即色”等三宗思想為出發點，來闡明“即物順通”、“非有非無”和“即物自虛”的中道實相。

### 般若無知論
此就“即動”觀靜、“即色”觀空之般若智來立言。然常人依有漏智，取執一對象或概念為有知；然而，般若智乃系超越相對之二元，而於本性之“道種智”開發顯示出“一切智”來。

### 涅槃無名論
文中主要探究與“涅槃體性”有關的“有名与无名之辩”和“涅槃與修證的關係”等問題。站在“涅槃”不離佛法行證的立場，肯定涅槃“後得”的經驗意義；同时，又從涅槃“無為”、“非有非無”的角度，賦予涅槃“先有”的超證意義。

### 引用
1. ↑  《高僧傳》<卷第六義解三>。
2. ↑  《高僧傳》<卷第六義解三>：「學善方等，兼通三藏，及在冠年，而名振關輔。」、「肇既才思幽玄又善談說。」
3. ↑  《高僧傳》<卷第六義解三>:「後羅什至姑臧。肇自遠從之。什嗟賞無極。及什適長安。肇亦隨返。姚興命肇與僧睿等入逍遙園助詳定經論。」
4. 1 2  吉藏. . CEBTA線上閱讀
5. ↑  慧皎的《高僧传》认为他“晋义熙十年卒于长安，春秋三十有一矣”，而念常的《佛祖历代通载》却说“肇卒年三十有二”。
6. ↑  印順導師〈三論宗史略〉（載張曼濤編《現代佛教學術叢刊》，第四七冊
7. ↑  印順導師《中觀論頌講記》，台北：正聞，民81年1月修訂一版，頁36。
8. ↑  釋道原. . CEBTA線上閱讀
9. ↑  曾鳳儀. . CEBTA線上閱讀
10. ↑  清世宗. . CEBTA線上閱讀
11. ↑  崔鴻等. . 維基文庫鏈接
12. ↑  湯用彤. . 商務印書館. 2015. ISBN 9787100100687.
13. ↑  宗密. . CEBTA線上閱讀
14. ↑  李小榮. . 文學與文化. 2011, (3).
15. ↑  劉成有. . 五臺山研究. 1995, (3期).
16. ↑  張曜鐘. . 佛光人文社會學院文學研究所. 2003.
17. ↑  鵜飼光昌.  (PDF). 佛教大學大學院研究紀要. 1992, 20  [2021-05-01]. （原始内容存档 (PDF)于2022-11-16）. 僧肇撰と伝えられる『金剛経註』一巻と謝霊運の著わした『金剛般若経注』との関係の究明を通じて、散逸したと考えられてきた謝霊運の『金剛般若経注』が現存していることを証明することによ

### 书目
- 慧皎：《高僧傳》
- 肇論
- 福永光司：〈僧肇與老莊思想——郭象與僧肇 （页面存档备份，存于）〉。
- 蔡宗齊：〈德里達和僧肇：語言學和哲學的解構主義 （页面存档备份，存于）〉。

## 外部連結
- 解空第一僧肇大師  （页面存档备份，存于）